# Dawn Fraser
Dawn Lorraine Fraser (Sydney, 4 settembre 1937) è un'ex nuotatrice e politica australiana.

## Carriera
Specializzata nello stile libero, ha vinto numerose medaglie, di cui 4 d'oro ai Giochi olimpici: è tre volte consecutive olimpionica nei  100 m stile libero a partire da Melbourne 1956.
Figura nella International Swimming Hall of Fame e fu Australiana dell'anno nel 1964.
È stata primatista mondiale dei 100 m (prima donna a scendere sotto il minuto) e 200 m sl e della staffetta 4x100 m sl.

## Palmarès
- Giochi olimpici
  - 1956 - Melbourne: oro nei 100 m sl e nella staffetta 4x100 m sl, argento nei 400 m sl.
  - 1960 - Roma: oro nei 100 m sl, argento nelle staffette 4x100 m sl e 4x100 m misti.
  - 1964 - Tokyo: oro nei 100 m sl e argento nella staffetta 4x100 m sl.
- Giochi dell'Impero e del Commonwealth Britannico
  - 1958 - Cardiff: oro nelle 110 yd sl e nella staffetta 4x110 yd sl.
  - 1962 - Perth: oro nelle 110 yd e 440 yd sl e nelle staffetta 4x110 yd sl e 4x110 yd misti.

## Onorificenze

Fraser (a destra) insieme a von Saltza dopo la finale dei 100 metri stile libero di Roma 60